# Lista de espécies do gênero Arabis
Lista de espécies do gênero Arabis. O gênero contém mais de 100 espécies aceitas, distribuídas por todo o hemisfério Norte. Muitas espécies da América do Norte anteriormente consideradas como parte do gênero Arabis foram transferidas para outros gêneros, em sua maioria para o gênero Boechera.

## Legenda
| Nome         | O nome binomial da espécie. É incluso entre parentes o nome comum em inglês e em português, caso existam. |
| Autoridade   | A pessoa que descreveu a espécie pela primeira vez com um nome científico válido, combinado com o nome de quem transferiu a espécie para o gênero Arabis (caso se aplique), e utilizando abreviações padronizadas. |
| Ano          | O ano em que a espécie foi descrita, ou movida para o gênero Arabis. |
| Distribuição | A distribuição geográfica da espécie. |

## Espécies
| Nome binomial                                                                | Autoridade                               | Ano         | Distribuição                     | Imagem |
| ---------------------------------------------------------------------------- | ---------------------------------------- | ----------- | -------------------------------- | ------ |
| Arabis aculeolata (Waldo rockcress)                                          | Greene                                   | 1910        | América do Norte                 |        |
| Arabis allionii                                                              | DC.                                      | 1805        | Europa                           |        |
| Arabis alanyensis                                                            | H.Duman                                  | 2001        | Turquia                          |        |
| Arabis alpina (Alpine rockcress)                                             | L.                                       | 1753        |                                  |        |
| Arabis amplexicaulis                                                         | Edgew.                                   | 1846        | Ásia                             |        |
| Arabis amurensis                                                             | N.Busch                                  | 1922        |                                  |        |
| Arabis androsacea                                                            | Fenzl                                    | 1842        | Turquia, América do Norte        |        |
| Arabis arendsii                                                              | H.R.Wehrh.                               | 1931        |                                  |        |
| Arabis ariana                                                                | Hedge                                    | 1968        | Ásia                             |        |
| Arabis armena (Armenian rockcress)                                           | N.Busch                                  |             | Armênia                          |        |
| Arabis aubrietioides                                                         | Boiss.                                   | 1867        |                                  |        |
| Arabis aucheri                                                               | Boiss.                                   | 1842        | Levante                          |        |
| Arabis auriculata                                                            | Lam.                                     | 1783        |                                  |        |
| Arabis axilliflora                                                           | (Jafri) H.Hara                           | (1957) 1972 |                                  |        |
| Arabis balansae                                                              | Boiss. & Reut.                           | 1856        |                                  |        |
| Arabis beirana                                                               | P.Silveira, J.Paiva & N.Marcos Samaniego | 2001        | Centro de Portugal               |        |
| Arabis bijuga                                                                | Watt                                     | 1881        | Ásia                             |        |
| Arabis blepharophylla (Coast rockcress)                                      | Hook. & Arn.                             | 1838        | América do Norte                 |        |
| Arabis borealis                                                              | Andrz. ex Fisch. & C.A.Mey.              |             | Ásia                             |        |
| Arabis brachycarpa                                                           | Rupr.                                    | 1869        | Cáucaso                          |        |
| Arabis bryoides                                                              | Boiss.                                   | 1842        | Grécia                           |        |
| Arabis caerulea                                                              | All.                                     |             | Europa                           |        |
| Arabis carduchorum                                                           | Boiss.                                   | 1867        |                                  |        |
| Arabis caucasica (Previously Arabis alpina subsp. caucasica) (Garden Arabis) | Willd.                                   | 1814        |                                  |        |
| Arabis christiani                                                            | Busch                                    |             |                                  |        |
| Arabis ciliata                                                               | Clairv.                                  | 1811        | Europa                           |        |
| Arabis colchica                                                              | Kolak.                                   | 1953        |                                  |        |
| Arabis collina (Rosy cress)                                                  | Ten.                                     | 1811        | Europa                           |        |
| Arabis columnaris                                                            | Nakai                                    | 1914        | Leste da Ásia                    |        |
| Arabis conringioides                                                         | Ball                                     | 1873        | África do Norte                  |        |
| Arabis coronata                                                              | Nakai                                    | 1914        | Ásia                             |        |
| Arabis cretica                                                               | Boiss. & Heldr.                          | 1849        | Creta                            |        |
| Arabis crucisetosa (Wetsoil rockcress)                                       | Constance & Rollins                      | 1936        | América do Norte                 |        |
| Arabis cypria                                                                | Holmboe                                  | 1914        | Chipre                           |        |
| Arabis davisii                                                               | H.Duman & A.Duran                        | 2001        |                                  |        |
| Arabis deflexa                                                               | Boiss.                                   | 1867        | Turquia                          |        |
| Arabis doberanica                                                            | Parsa                                    | 1946        |                                  |        |
| Arabis doumetii                                                              | Coss.                                    |             | África do Norte                  |        |
| Arabis elgonensis                                                            | Al-Sehbaz                                | 2007        | Uganda e Quénia                  |        |
| Arabis engleriana                                                            | Muschl.                                  |             |                                  |        |
| Arabis erubescens                                                            | Ball                                     | 1873        | África do Norte                  |        |
| Arabis erikii                                                                | Mutlu                                    | 2004        | Anatólia                         |        |
| Arabis eschscholtziana (Eschscholtz's hairy rockcress)                       | Andrz.                                   | 1831        | América do Norte, Estônia        |        |
| Arabis farinacea                                                             | Rupr.                                    | 1869        | Cáucaso                          |        |
| Arabis ferdinandi-coburgii                                                   | Kell. & Suenderm.                        |             |                                  |        |
| Arabis flagellosa                                                            | Miq.                                     | 1865        | Ásia                             |        |
| Arabis foliosa                                                               | Royle ex Hook.f. & Thomson               | 1861        |                                  |        |
| Arabis furcata (Columbia Gorge rockcress)                                    | S.Watson                                 | 1882        | Estados Unidos da América        |        |
| Arabis georgiana (Georgia rockcress)                                         | Harper                                   | 1903        | Estados Unidos da América        |        |
| Arabis graellsiiformis                                                       | Mtschvet.                                | 1959        |                                  |        |
| Arabis hirsuta (Hairy rockcress)                                             | (L.) Scop.                               | (1753) 1772 |                                  |        |
| Arabis hornungiana                                                           | Schur                                    | 1866        |                                  |        |
| Arabis huetii                                                                | Trautv.                                  | 1873        |                                  |        |
| Arabis humbertii                                                             | Quézel                                   |             |                                  |        |
| Arabis ionocalyx                                                             | Boiss. & Heldr.                          | 1849        |                                  |        |
| Arabis josiae                                                                | Jahand. & Maire                          |             | Marrocos                         |        |
| Arabis juressi                                                               | Rothm.                                   |             | Península Ibérica                |        |
| Arabis kamelinii                                                             | Botsch.                                  | 1978        |                                  |        |
| Arabis karategina                                                            | Lipsky                                   |             | Rússia                           |        |
| Arabis kazbegi (Kazbegian rockcress)                                         | Mtzchvet.                                |             | Geórgia                          |        |
| Arabis kennedyae (Troodos rockcress)                                         | Meikle                                   | 1962        | Chipre                           |        |
| Arabis kokonica                                                              | Regel & Schmalh.                         | 1881        | Ásia                             |        |
| Arabis korolkowii                                                            | Regel & Schmalh.                         | 1881        | Ásia                             |        |
| Arabis ligulifolia                                                           | Nakai                                    | 1919        |                                  |        |
| Arabis lycia                                                                 | Parolly & P.Hein                         | 2000        | Turquia                          |        |
| Arabis macdonaldiana (MacDonald's rockcress)                                 | Eastw.                                   | 1903        | América do Norte                 |        |
| Arabis margaritae                                                            | Talavera                                 | 1992        | Espanha                          |        |
| Arabis mindshilkensis                                                        | M.S.Baĭtenov & P.M.Mȳrzakulov            | 1983        |                                  |        |
| Arabis modesta (Rogue Canyon rockcress)                                      | Rollins                                  | 1941        | Estados Unidos da América        |        |
| Arabis mongolica                                                             | Botsch.                                  | 1975        |                                  |        |
| Arabis nepetifolia                                                           | Boiss.                                   | 1867        | Ásia                             |        |
| Arabis nordmanniana                                                          | Rupr.                                    | 1869        | Cáucaso                          |        |
| Arabis nova                                                                  | Vill.                                    | 1779        | Europa África do Norte Ásia      |        |
| Arabis nuristanica                                                           | Kitam.                                   | 1958        | Ásia                             |        |
| Arabis nuttallii (Nuttall's rockcress)                                       | (Kuntze) B.L.Rob.                        | (1891) 1895 | América do Norte                 |        |
| Arabis olympica                                                              | Piper                                    | 1913        |                                  |        |
| Arabis oregana (Oregon rockcress)                                            | Rollins                                  | 1941        | Estados Unidos da América        |        |
| Arabis ottonis-schulzii                                                      | Bornm. & Gauba                           | 1935        |                                  |        |
| Arabis pangiensis                                                            | Watt                                     | 1881        |                                  |        |
| Arabis paniculata                                                            | Franch.                                  |             | Ásia                             |        |
| Arabis parvula                                                               | Dufour                                   | 1821        | Europa África do Norte           |        |
| Arabis patens                                                                | Sull.                                    | 1842        | América do Norte                 |        |
| Arabis planisiliqua                                                          | Pers. ex Rchb.                           |             |                                  |        |
| Arabis popovii                                                               | Botsch. & Vved.                          |             |                                  |        |
| Arabis procurrens (Spreading rockcress, Running rockcress)                   | Waldst. & Kit.                           |             | Europa América do Norte          |        |
| Arabis pterosperma                                                           | Edgew.                                   | 1846        | Ásia                             |        |
| Arabis pubescens                                                             | Poir.                                    | 1811        | África do Norte                  |        |
| Arabis pumila                                                                | Jacq.                                    | 1775        | Europa, América do Norte         |        |
| Arabis purpurea                                                              | Sibth. & Sm.                             | 1813        | Chipre                           |        |
| Arabis pycnocarpa (Creamflower rockcress, slender rockcress)                 | Hopkins                                  |             | América do Norte, Rússia         |        |
| Arabis quinqueloba                                                           | O.E.Schulz                               | 1927        | Paquistão                        |        |
| Arabis sachokiana                                                            | N.Busch                                  | 1941        | Geórgia                          |        |
| Arabis sadina                                                                | Cout.                                    | 1913        | Portugal                         |        |
| Arabis sagittata                                                             | (Bertol.) DC.                            | 1815        |                                  |        |
| Arabis rimarum                                                               | Rech.f.                                  | 1951        | Ásia                             |        |
| Arabis saxicola                                                              | Edgew.                                   | 1846        | Ásia                             |        |
| Arabis scabra (Bristol rockcress)                                            | All.                                     | 1785        | Europa                           |        |
| Arabis schiwereckiana                                                        | DC.                                      |             | Europa                           |        |
| Arabis scopoliana                                                            | Boiss.                                   | 1842        | Europa                           |        |
| Arabis serpyllifolia                                                         | Vill.                                    | 1779        | Europa                           |        |
| Arabis serrata                                                               | Franch. & Sav.                           | 1875        | Japan Coréia Taiwan              |        |
| Arabis setosifolia                                                           | Al-Shehbaz                               | 2002        | China                            |        |
| Arabis soyeri                                                                | Reut. & A.Huet                           | 1853        | Europa Estados Unidos da América |        |
| Arabis stelleri                                                              | DC.                                      | 1821        | Leste da Ásia                    |        |
| Arabis stellulata                                                            | Desv. & Berthol.                         | 1813        | Europa                           |        |
| Arabis stenocarpa                                                            | Boiss. & Reut.                           | 1842        | Península Ibérica                |        |
| Arabis subdecumbens                                                          | Emb. & Maire                             | 1931        |                                  |        |
| Arabis subflava                                                              | B.M.G.Jones                              | 1964        | Grécia                           |        |
| Arabis sudetica                                                              | Tausch                                   | 1836        | Europa                           |        |
| Arabis surculosa                                                             | N.Terracc.                               |             | Itália                           |        |
| Arabis tanakana                                                              | Makino                                   | 1903        | Japão                            |        |
| Arabis tenuisiliqua                                                          | Rech.f. & Koie                           |             | Ásia                             |        |
| Arabis tianschanica                                                          | Pavlov                                   |             | Ásia                             |        |
| Arabis tibetica                                                              | Hook.f.                                  | 1861        | Ásia                             |        |
| Arabis tunetana                                                              | Murb.                                    |             | África do Norte                  |        |
| Arabis venusta                                                               | H.Hara                                   | 1972        |                                  |        |
| Arabis verna                                                                 | (L.) W.T.Aiton                           | 1812        | Costa do Mar Mediterrâneo        |        |
| Arabis vochinensis                                                           | Spreng.                                  | 1813        | Europa                           |        |

### Espécies híbridas
| Nome binomial     | Espécies hibridizadas                | Autoridade | Ano  | Distribuição                                | Imagem |
| ----------------- | ------------------------------------ | ---------- | ---- | ------------------------------------------- | ------ |
| Arabis ×arendsii  |                                      | H.R.Wehrh. | 1931 | Norte da Europa & Estados Unidos da América |        |
| Arabis ×digenea   | A. procurrens x A. scopoliana        | Fritsch    | 1895 | Suécia                                      |        |
| Arabis ×kellereri | A. bryoides x A. ferdinandi-coburgii | Sunderm.   | 1925 | Estados Unidos da América                   |        |